# Saqueo de Niebla
El saqueo de Niebla, también conocido como el saco de Niebla, tuvo lugar en noviembre de 1508 cuando las tropas y mercenarios del rey Fernando el Católico saquearon la villa de Niebla, que había permanecido fiel al duque de Medina Sidonia.

## Contexto histórico
Isabel I de Castilla falleció el 26 de noviembre de 1504. Su heredera fue Juana I, pero, alegando problemas mentales, fue apartada del gobierno efectivo. Su padre, Fernando de Aragón, asumió la regencia hasta que el hijo de Juana, el futuro Carlos I, cumpliese veinte años.
La regencia de Fernando el Católico no fue bien vista por un sector de la nobleza castellana. Los nobles habían visto limitado su poder durante el reinado de Isabel I y aspiraban a recuperar el terreno perdido, una empresa que chocaba con la concepción del Estado de su viudo. Andalucía fue uno de los baluartes de oposición al regente, con figuras como el marqués de Priego y los condes de Cabra y Ureña.
Juan Pérez de Guzmán, V conde de Niebla y III duque de Medina Sidonia, fue uno de los líderes de este movimiento. Contactó con la reina Juana y su esposo, Felipe de Habsburgo, ofreciéndoles apoyo económico y militar para hacer frente al regente. El matrimonio concedió a Guzmán el título de Lugarteniente Real y Capitán General de los Cuatro Reinos de Andalucía, además del reconocimiento de su señorío sobre Gibraltar por el que había litigado con los Reyes Católicos. La muerte prematura de Felipe no evitó que el conde de Niebla siguiera rebelándose contra las directrices de Fernando el Católico, intentando sin su autorización la conquista de Gibraltar en 1507. A su vuelta de esta contienda fallida, Juan de Guzmán moría en Sevilla víctima de la peste.
El condado de Niebla fue heredado por Enrique de Guzmán. Debido a su minoría de edad fue tutelado por su cuñado Pedro Girón, contrario también a la regencia de Fernando el Católico.

## Conflicto
Tras la muerte de Felipe el Hermoso y su vuelta a la regencia, Fernando el Católico intentó acabar con los últimos núcleos de resistencia a su autoridad. En el caso del condado de Niebla, solicitó a Pedro Girón que le cediera la tutela del conde. El regente ofreció casarlo con una de sus nietas, rompiendo así el compromiso previo de Enrique de Guzmán con María Girón, hermana de su tutor. Pedro Girón rehusó, acelerando el matrimonio previsto, que se celebró sin aprobación real. Ante el desafío, Fernando el Católico ordenó a Girón la entrega a la Corona de las fortalezas del señorío. Girón rechazó hacerlo, alegando que su cuñado era ya un hombre casado y, por tanto, con pleno dominio sobre su hacienda. El rey decidió desterrar a Girón, que huyó a Portugal llevando con él al conde de Niebla. 
La huida de Enrique de Guzmán provocó que el rey lo declarase en rebeldía y decretase que sus territorios pasaran a la Corona. Todos los alcaides obedecieron a excepción del de Niebla, Rodrigo Mexía, que mantuvo obediencia al duque. Fernando el Católico ordenó el asalto de la ciudad. Fue encargado al alférez Mercado, que se encontraba acantonado en Utrera con más de 1500 hombres y grupos de mercenarios europeos. El asalto no se llevó a cabo porque Pedro Girón capituló, pero las crónicas refieren un saqueo en el que se daría muerte a gran parte de la población.
En 2008 se conmemoró el V Centenario de este hecho considerando su importancia capital en el paso de la Edad Media a la época de los Estados modernos.